# Kea (otok)
Kea ili Cia (grčki Κέα) je otok u grupaciji Ciklada u Grčkoj. Upravno otok pripada okrugu Cikladi i Periferiji Južni Egej, gdje čini zasebnu općinu, u koju spada još i otok Makronisos (na sjeverozapadu). 

## Prirodni uvjeti
Kea je jedan od otoka Ciklada srednje veličine. Njena posebnost (i značajna povoljnost) je to što je od svih otoka Ciklada najbliža kopnu - svega 15-ak km istočno od južne Atike, a i Atena je udaljena samo 60 km. Najbliži je otok Kitnos 10 km južno. 
Kea spada u otoke Ciklada koji su položeni bliže kopnu, što daje više podzemne vode Kei i time nadomješta nedostatak vode zbog sušne sredozemne klime. I pored toga, Kea je dobrim dijelom sušna i kamenita, a biljni i životinjski svijet su također osobeni za ovu klimu. Od kultura dominiraju maslina i vinova loza.

## Povijest
Za Keu, kao i za cjelokupne Ciklade, je neobično važno razdoblje kasne prapovijesti, tzv. Cikladska civilizacija, ovisna i bliska Kretskoj. Iza Cikladske su civilizacije danas ostale brojne figurine-idoli, vezane za zagrobni život. Tijekom stare Grčke otok je bio jedan od malih polisa u vrlo važnom dijelu Grčke.
Poslije toga otokom vlada stari Rim, a zatim i Bizant, kada je na otoku podignuto mnogo crkava, što govori o procvatu tadašnje otočne privrede. Godine 1204., nakon osvajanja Carigrada od strane križara, Cikladi potpadaju pod vlast Mlečana, pod kojima ostaju dugo, do 1527., kada novi gospodar postaje Osmansko carstvo.
Stanovništvo otoka je bilo uključeno u Grčki ustanak 20-ih godina 19. stoljeća, pa je otok odmah pripao novoosnovanoj Grčkoj. No, razvoj nove države nije spriječio iseljavanje mjesnoga stanovništva u 20. stoljeću. Posljednjih je desetljeća ovo donekle umanjeno razvojem turizma.

## Stanovništvo
Glavno stanovništvo na Kei su Grci. Kea spada u rjeđe naseljene otoke među značajinijim otocima Ciklada, ali je blizina Atene i razvoj vikend-turizma doprinio naglom prosperitetu otoka tijekom 1990-ih i 2000-ih. Ovo je uzrokovalo porats stanovništva za oko 50%.
Glavno mjesto na otoku, grad Ioulis ili jednostavnije Hora ("središte") se nalazi u sredini otoka, na vrhu brda. Udaljen je od mora, a razlog ovome su nekadašnji napadi gusara, koji su napadali naselja na obali. Zbog toga je ovo mjesto posebno slikovito i turistički privlačno.

## Gospodarstvo
Gospodarstvo otoka se zasniva na turizmu (najviše vikend-turizam Atenjana) i pomorstvu, a manje na tradicinalnoj poljoprivredi (južno voće, masline).

## Vanjske poveznice
- www.kea.gr - Službene sranice otoka
- Vodič Kee iz 1885. g. James T. Benta, odlomak iz knjige "Cikladi, život otočnih Grka"  Arhivirana inačica izvorne stranice od 26. svibnja 2003. (Wayback Machine)